# Masibulele Makepula
Masibulele Makepula est un boxeur sud-africain né le 3 mars 1973 à East London.

## Carrière
Passé professionnel en 1996 après les jeux olympiques d'Atlanta où il s'incline au second tour contre l'espagnol Rafael Lozano, Makepula remporte le titre vacant de champion du monde des poids mi-mouches WBO le 31 mai 1997 après sa victoire aux points contre Jacob Matlala. Il laisse son titre WBO vacant pour boxer en poids mouches mais perd un combat pour la ceinture IBF face à Irene Pacheco le 10 novembre 2000. Il mettra un terme à sa carrière de boxeur en 2008 sur un bilan de 33 victoires et 5 défaites.